# هامبارتسوم بویاجیان
هامبارتسوم بویاجیان (ارمنی: Համբարձում Պոյաճյան؛ ۱۲ مهٔ ۱۸۶۰ یا ۱۸۶۷ – ۳۰ ژوئیهٔ ۱۹۱۵) یک فرد نظامی اهل ارمنستان بود. بویاجیان که بیشتر با نام مستعار مدزن موراد شناخته می‌شد عضو حزب سوسیال دموکرات هنچاکیان بود. وی در جریان نسل‌کشی ارمنی‌ها توسط حکومت ترکان جوان عثمانی کشته شد.

## زندگی
موارد هنگامی که در کنستانتینوپل دانشجوی رشته پزشکی بود به حزب سوسیال دموکرات هنچاکیان پیوست.
در سال ۱۸۹۴ وی رهبر مقاومت ساسون بود. مقامات ترک وی را زندانی و شکنجه کردند و در سال ۱۸۹۶ موراد به طرابلس تبعید شد. در دوران تبعید وی، مجمع حزب سوسیال دموکرات هنچاکیان موراد را به عنوان عضو کمیته مرکزی حزب برگزیدند. موراد یکی از برجسته‌ترین چهره‌های جنبش آزادی‌بخش ملی ارمنی بود چندین گروه انقلابی برای آزادی وی تلاش کردند. در سال ۱۹۰۶ وی از زندان گریخت و در سال ۱۹۰۸ به کنستانتینوپل بازگشت.
به عنوان نماینده پارلمان عثمانی از منطقه آدانا برگزیده شد.
وی جز نخستین گروهی بود که در آوریل ۱۹۱۵ در روز یکشنبه سرخ در جریان نسل‌کشی ارمنی‌ها دستگیر شد و به قیصریه فرستاده شد جایی که بارها در زندان شکنجه شد. در ژوئیه همان سال پس از یک دادگاهی، به همراه ۱۲ تن از دوستانش در ۳۰ ژوئیه اعدام شد.